# Condado de Zala
Zala es un condado ubicado en el suroeste de Hungría. Su capital es la ciudad de Zalaegerszeg. El condado cuenta con una superficie de 3.784 km² y una población de 298.374 habitantes (según el censo de 2001).
Tiene un paisaje de colinas, se llaman Colinas de Zala. Sus ríos más grandes son: Dráva al sur del condado, y el río Zala que lleva su agua al lago Balaton.

## Subdivisiones
Se divide en seis distritos:
- Distrito de Keszthely (capital: Keszthely)
- Distrito de Lenti (capital: Lenti)
- Distrito de Letenye (capital: Letenye)
- Distrito de Nagykanizsa (capital: Nagykanizsa)
- Distrito de Zalaegerszeg (capital: Zalaegerszeg)
- Distrito de Zalaszentgrót (capital: Zalaszentgrót)

## Ciudades principales
Ordenadas según el censo de población del 2001:
- Zalaegerszeg: 61.654
- Nagykanizsa: 52.106
- Keszthely: 22.388
- Lenti: 8.495
- Zalaszentgrót: 7.876
- Letenye: 4.545
- Hévíz: 4.310
- Zalalövő: 3.236
- Zalakaros: 1.345